# Альтаусзе
Альтаусзе (нем. Altaussee) — коммуна (нем. Gemeinde) в Австрии, в федеральной земле Штирия.
Входит в состав округа Лицен.  Население составляет 1878 человек (на 31 декабря 2017 года). Занимает площадь 92,11 км². Официальный код  —  6 12 04.

## Политическая ситуация
Бургомистр коммуны — Gerald Loitzl (СДПА) по результатам выборов 2015 года.
Совет представителей коммуны (нем. Gemeinderat) состоит из 15 мест.
- СДПА занимает 12 мест.
- АНП занимает 3 мест.

## В кино
В Альтаусзе происходит действие фильма 007: Спектр (2015).
В Альтаусзе происходит и несколько кадров из фильма Охотники за сокровищами (фильм, 2014) Monuments Men. Режиссёр, продюсер и исполнитель главной роли Джордж Клуни. Он является и соавтором сценария. 